# Посёлок Хуфайзен

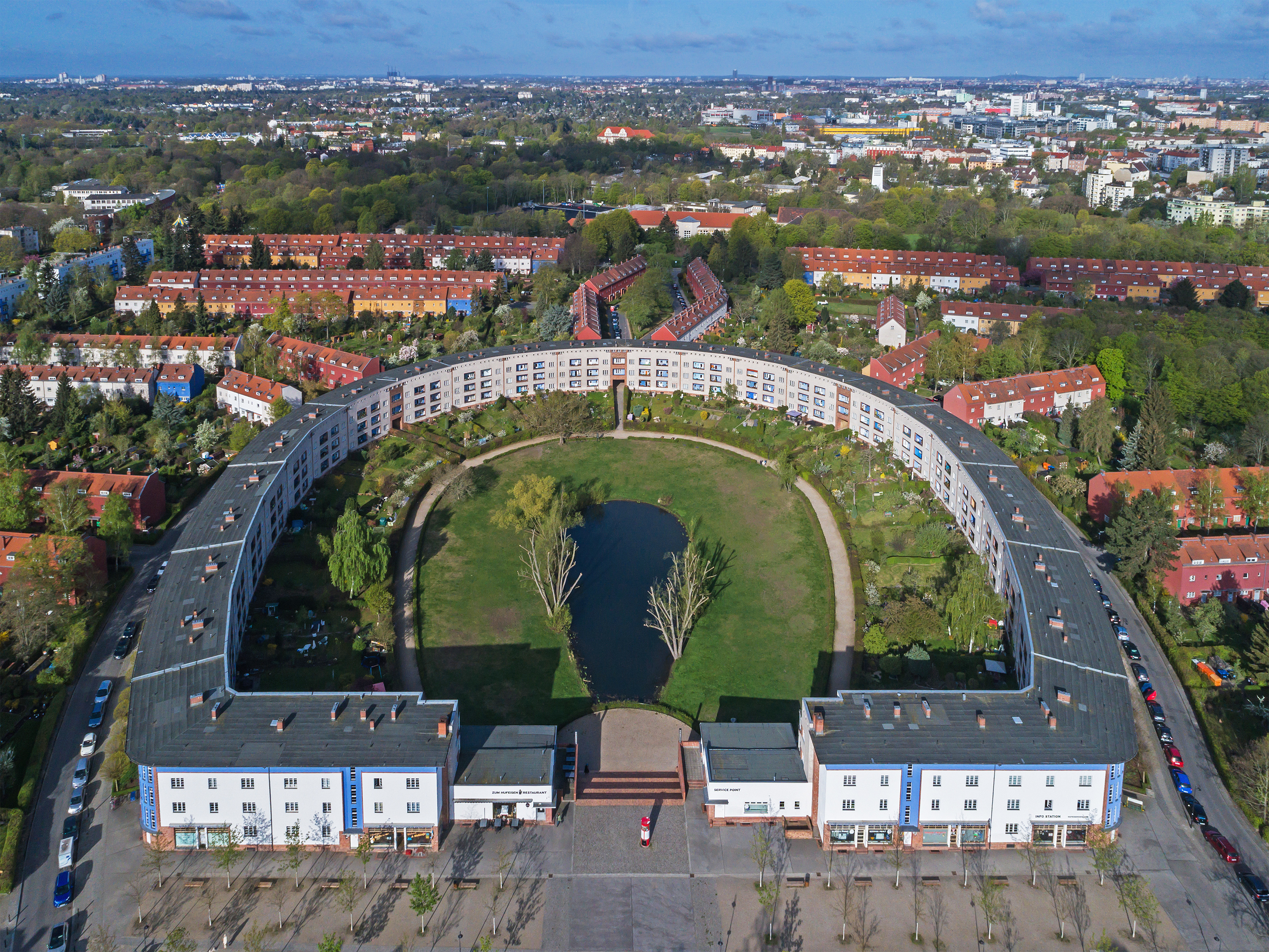
Вид на посёлок Хуфайзен

Посёлок Хуфайзен, Хуфайзензидлунг (нем. Hufeisensiedlung — посёлок «Подкова») — жилой массив, построенный на юге берлинского округа Нойкёльн в 1925—1933 годах по проекту архитекторов Бруно Таута и Мартина Вагнера. Это один из первых проектов социального жилья и часть крупного жилого массива Бриц/Фриц-Рейтер-Штадт, вторую часть которого застроили архитекторы Пауль Энгельман и Эмиль Фанмайер.
После Первой мировой войны в период острой безработицы население Берлина стало резко увеличиваться. Жилья в городе катастрофически не хватало. В начале 1920-х годов дефицит жилья в городе составлял более 100 000 квартир, частное строительство не могло его удовлетворить.
В 1921—1928 годах появились многочисленные некоммерческие жилые товарищества, которые предлагали ликвидировать нехватку жилья с помощью социальных реформ. В соответствии с этими идеями в городе должно было появиться дешёвое и высококачественное жильё с хорошими транспортными возможностями. Воплотить эти идеи можно было только путём строительства крупных жилых посёлков. Жилой посёлок Хуфайзен стал первым примером реализации социального жилья в Берлине и сложной задачей для его архитекторов.
В соответствии с новым строительным уставом 1925 года в Большом Берлине появилось 17 крупных жилых посёлков, которые несмотря на высокую плотность жилой застройки предоставляли необходимый уровень жилищных условий.

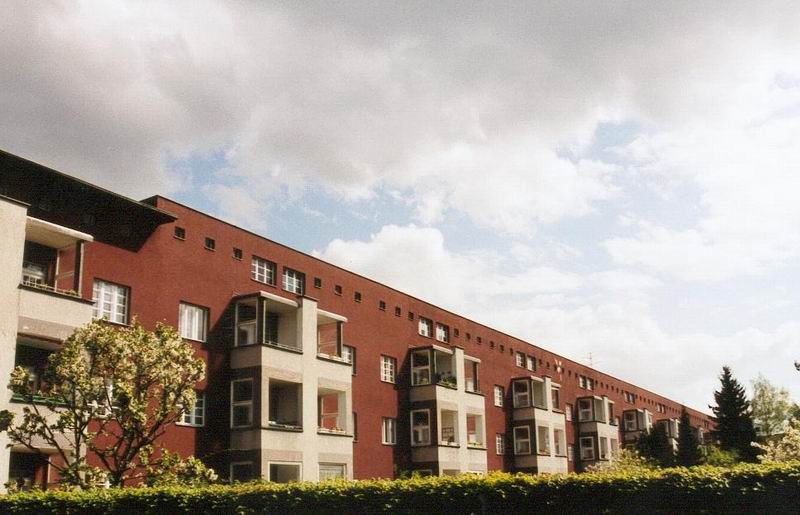
Красная сторона посёлка Хуфайзен

Посёлок Хуфайзен, ответственным архитектором которого был назначен Бруно Таут, планировалось построить на территории бывшего дворянского поместья Бриц на юге берлинского округа Нойкёльн. Вместе с советником по градостроительству архитектором Мартином Вагнером Таут подготовил градостроительную концепцию посёлка Хуфайзен. Оба являлись приверженцами идеи «нового строительства» и мечтали перенести промышленные методы труда на архитектуру. Стандартные квартиры и здания и крупное производство должны были выявить преимущества новых идей. Мартин Вагнер использовал строительство посёлка для «исследований экономического строительства».
Таут привнёс в проект свой опыт работы над городом-садом Фалькенберг: несмотря на высокую плотность застройки большое значение было уделено зелёным насаждениям и свободному пространству. Главное здание расположено вокруг небольшого водоёма, а ленточная застройка оставляет многочисленные свободные пространства по подобию дворов. Поскольку застройка адаптирована к местности и выполнена в форме большой подковы, посёлок производит очень живое впечатление.

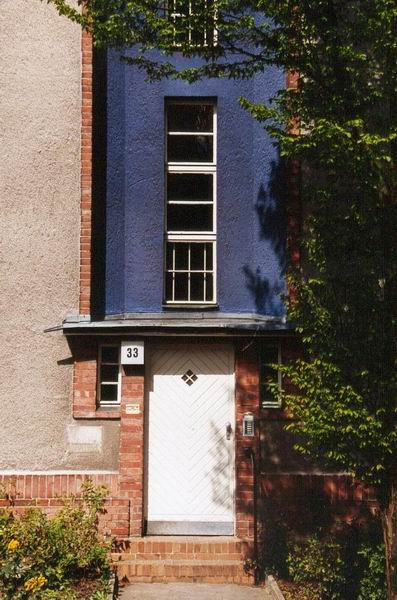
Цветные фасады в берлинском посёлке Хуфайзен

Строительство велось с 1925 по 1933 год в семь очередей, в результате появился посёлок в стиле «нового строительства» на 1072 квартиры. Планировок квартир всего четыре. 472 квартиры находятся в расположенных рядами одноквартирных домах, 600 квартир находятся в четырёхэтажных многоквартирных корпусах. За исключением центральной «подковы» все сооружения выполнены ленточной застройкой, у каждого дома есть собственный садик.
Функциональности и тем самым архитектурной простоты Тауту удалось достичь немногими, но эффективными средствами, к которым можно отнести оконные переплёты с горбыльками, облицовку клинкерной плиткой по углам зданий, чередование гладкой и фактурной штукатурки. Но наиболее характерным является цветовое членение фасадов в жилом посёлке. Сторона, выходящую на Фриц-Рейтер-Аллее (нем. Fritz-Reuter-Allee), была выкрашена в «берлинский красный», цвет бычьей крови. Её структурируют выделяющиеся лестничные пролёты. Входы в «подкову» выделялись насыщенным синим цветом. Такое цветовое решение в те времена подверглось разнообразной критике, но в настоящее время воспринимается как фирменный знак посёлка.
Посёлок Хуфайзен стал ориентиром для жилой архитектуры 1920-30-х годов и сегодня несмотря на сравнительно небольшие размеры квартир (от 49 м²) пользуется большой любовью жильцов. В 1990-е годы проводились реставрационные работы, посёлок получил также защиту государства как исторический памятник. В июле 2008 года вместе с другими пятью жилыми комплексами берлинского модернизма посёлок Хуфайзен был внесён в Список Всемирного наследия ЮНЕСКО.